# Renato Corsetti
Renato Corsetti (Roma, 29 de març del 1941 — Londres, 1 de febrer del 2025) va ser un lingüista i esperantista italià, professor de psicolingüística i activista destacat del moviment esperantista internacional. Fou president de TEJO i de l'Associació Mundial d'Esperanto (UEA), entre d'altres càrrecs de responsabilitat.
Va aprendre esperanto a principis de la dècada de 1960 i aviat es va implicar en el moviment juvenil, exercint com a president de TEJO entre 1971 i 1973, i posteriorment com a president honorari de l'entitat. A partir de llavors, va desenvolupar una llarga trajectòria dins de l'Associació Universal d'Esperanto (UEA), que va presidir entre 2001 i 2007. L'any 2011 fou nomenat membre honorari de l'associació i, el 2023, durant el Congrés Universal d'Esperanto a Torí, el comitè de la UEA el va distingir com a president honorari.
De formació acadèmica en economia, organització empresarial i posteriorment sociolingüística i psicolingüística, va estudiar a la Universitat de Roma La Sapienza, on posteriorment va exercir com a professor entre 1990 i la seva jubilació el 2011. Abans de dedicar-se a la docència universitària, havia treballat com a director de banca. Va fer recerca sobre política lingüística, esperanto, bilingüisme infantil, psicopedagogia de la llengua i comunicació.
Corsetti va defensar la idea que el moviment esperantista és un moviment per millorar el món, no solament per proveir els seus membres d'un mitjà agradable. Va ser professor de l'Acadèmia Internacional de les Ciències (AIS) i membre de l'Acadèmia d'Esperanto, on va contribuir activament a la difusió i desenvolupament de la llengua internacional. A més, en els seus darrers anys, va ser un dels membres més actius del comitè de la UEA i va participar en la comissió encarregada de la selecció de la junta directiva de l'entitat.
Casat amb l'esperantista Anna Löwenstein, amb qui va tenir dos fills, va residir fins al 2015 a Palestrina, prop de Roma, i posteriorment es va traslladar a Londres. Després d’un període de salut delicada i hospitalitzacions recurrents, va morir  l'1 de febrer de 2025 als 83 anys.